# Eudendrium vervoorti
Eudendrium vervoorti is een hydroïdpoliep uit de familie Eudendriidae. De poliep komt uit het geslacht Eudendrium. Eudendrium vervoorti werd in 1998 voor het eerst wetenschappelijk beschreven door Marques & Migotto. 